# Campeonato Capixaba 1975
In 1975 werd het 59ste Campeonato Capixaba gespeeld voor voetbalclubs uit de Braziliaanse staat Espírito Santo. De competitie werd georganiseerd door de FDES en werd gespeeld van 3 mei tot 3 augustus. Rio Branco werd de kampioen.

## Eerste fase
| Plaats | Club          | Wed. | W | G | V | Saldo | Ptn. |
| ------ | ------------- | ---- | - | - | - | ----- | ---- |
| 1.     | Desportiva    | 4    | 3 | 1 | 0 | 4:1   | 7    |
| 2.     | Rio Branco    | 4    | 3 | 0 | 1 | 5:2   | 6    |
| 3.     | Vitória       | 4    | 1 | 2 | 1 | 6:5   | 4    |
| 4.     | Santo Antônio | 4    | 1 | 0 | 3 | 3:5   | 2    |
| 5.     | São Silvano   | 4    | 0 | 1 | 3 | 1:6   | 1    |

|  | Geplaatst voor finale |

## Tweede fase
| Plaats | Club          | Wed. | W | G | V | Saldo | Ptn. |
| ------ | ------------- | ---- | - | - | - | ----- | ---- |
| 1.     | Rio Branco    | 4    | 3 | 1 | 0 | 10:4  | 7    |
| 2.     | Desportiva    | 4    | 2 | 0 | 2 | 12:3  | 4    |
| 3.     | Vitória       | 4    | 2 | 0 | 2 | 6:3   | 4    |
| 4.     | Santo Antônio | 4    | 1 | 2 | 1 | 3:3   | 4    |
| 5.     | São Silvano   | 4    | 0 | 1 | 3 | 3:21  | 1    |

|  | Geplaatst voor finale |

## Derde fase
| Plaats | Club          | Wed. | W | G | V | Saldo | Ptn. |
| ------ | ------------- | ---- | - | - | - | ----- | ---- |
| 1.     | Vitória       | 4    | 3 | 1 | 0 | 6:0   | 7    |
| 2.     | Rio Branco    | 4    | 3 | 1 | 0 | 6:0   | 7    |
| 3.     | Desportiva    | 4    | 2 | 0 | 2 | 5:2   | 4    |
| 4.     | Santo Antônio | 4    | 1 | 0 | 3 | 4:5   | 2    |
| 5.     | São Silvano   | 4    | 0 | 0 | 4 | 0:14  | 0    |

|  | Play-off |

Play-off
|                |            |       |         |  |
| 30 juli Finale | Rio Branco | 1 – 0 | Vitória |  |
| 30 juli Finale |            |       |         |  |

## Finale
|                   |            |       |            |  |
| 3 augustus Finale | Rio Branco | 1 – 0 | Desportiva |  |
| 3 augustus Finale |            |       |            |  |

## Kampioen
| Campeonato Capixaba de 1975     |
| Espírito Santo                  |
| ------------------------------- |
| RIO BRANCO Kampioen (31° titel) |